# Saint Cecilia
Albums de Foo Fighters
Songs from the Laundry Room
(2015) Concrete and Gold
(2017)
Singles
1. Saint Cecilia
Sortie : 23 novembre 2015

Saint Cecilia est le troisième EP du groupe américain de rock alternatif Foo Fighters publié gratuitement le 23 novembre 2015 pour la Sainte Cécile. Initialement prévu pour récompenser la gratitude des fans du groupe, il est finalement aussi dédié aux victimes des attentats du 13 novembre 2015 en France. Il marque également la fin de la tournée de promotion pour Sonic Highways, stoppée à la suite des attentats alors qu'ils devaient jouer à l'AccorHotels Arena de Paris le 16, ainsi qu'une pause à durée indéterminée pour la formation.

## Liste des chansons
| No | Titre                | Durée |
| -- | -------------------- | ----- |
| 1. | Saint Cecilia        | 3:40  |
| 2. | Sean                 | 2:11  |
| 3. | Savior Breath        | 3:11  |
| 4. | Iron Rooster         | 4:11  |
| 5. | The Neverending Sigh | 4:45  |